# Julie Brenta
Pour les articles homonymes, voir Brenta.
Julie Brenta est une ingénieure du son et une monteuse belge.

## Biographie
Connue comme ingénieure du son, Julie Brenta travaille également comme monteuse.

## Filmographie sélective
- 2000 : Les Blessures assassines de Jean-Pierre Denis
- 2004 : La Blessure de Nicolas Klotz
- 2005 : L'Enfant de Jean-Pierre et Luc Dardenne
- 2008 : La Fabrique des sentiments de Jean-Marc Moutout
- 2008 : Le Silence de Lorna de Jean-Pierre et Luc Dardenne
- 2011 : L'Exercice de l'État de Pierre Schöller
- 2012 : Le Grand'Tour de Jérôme Le Maire
- 2013 : Le Temps de l'aventure de Jérôme Bonnell
- 2013 : La Religieuse de Guillaume Nicloux
- 2014 : Abus de faiblesse de Catherine Breillat
- 2014 : Terre battue de Stéphane Demoustier
- 2015 : Keeper de Guillaume Senez (montage)
- 2015 : À trois on y va de Jérôme Bonnell
- 2015 : Ni le ciel ni la terre de Clément Cogitore
- 2016 : Le Secret de la chambre noire de Kiyoshi Kurosawa
- 2018 : Nos batailles de Guillaume Senez
- 2024 : Une part manquante de Guillaume Senez

## Récompenses
- 2012 : César du meilleur son (avec Olivier Hespel et Jean-Pierre Laforce) pour L'Exercice de l'État
- 2013 : Magritte du meilleur son (avec Olivier Hespel et Jean-Pierre Laforce) pour L'Exercice de l'État
- Magritte 2019 : Magritte du meilleur montage pour Nos batailles[1].